# طحالب ذهبية
الطحالب الذهبية (الاسم العلمي:Chrysophyceae) هي أصنوفة عليا من الأسناخ الصبغية تتبع الطائفة السينورانية من شعبة الطحالب الداكنة.
تضم هذه الشعبة طحالب خضراء مصفرة وطحالب بنية مذهبة؛ وتتشابه هذه الطحالب مع الدياتومات في وجود صبغة الكاروتين التي تمنحها اللون الاصفر أو البني ومعظمها مخلوقات حية وحيدة الخلية؛ ويكون بعضها مستعمرات (أي مجموعات خلايا متصلة ومرتبط بعضها ببعض) جميع الطحالب الذهبية قادرة على القيام بعملية البناء الضوئي إلا ان بعض الانواع تستطيع امتصاص المركبات العضوية من خلال الجدار الخلوي أو تلتهم المخلوقات بدائية النوى وهي تتكاثر لا جنسيًا ونادراً ما تتكاثر جنسيًا، وتعد جزاًء من العوالق البحرية وعوالق الماء العذب.

## التصنيف
- أصنوفة الطحالب الذهبية
  - رتبة السينوريات
    - الفصيلة السينورية
      - جنس السينورة